# Williams River (vattendrag i Australien, Western Australia)
Williams River är ett vattendrag i Australien. Det ligger i delstaten Western Australia, omkring 130 kilometer sydost om delstatshuvudstaden Perth.
I omgivningarna runt Williams River växer huvudsakligen savannskog. Trakten runt Williams River är nära nog obefolkad, med mindre än två invånare per kvadratkilometer. Genomsnittlig årsnederbörd är 785 millimeter. Den regnigaste månaden är september, med i genomsnitt 152 mm nederbörd, och den torraste är februari, med 7 mm nederbörd.